# Salumbar
Salumbar é uma cidade e um município no distrito de Udaipur, no estado indiano de Rajasthan.

## Geografia
Salumbar está localizada a 24° 08′ N, 74° 03′ L. Tem uma altitude média de 262 metros (859 pés).

## Demografia
Segundo o censo de 2001, Salumbar tinha uma população de 15,862 habitantes. Os indivíduos do sexo masculino constituem 51% da população e os do sexo feminino 49%. Salumbar tem uma taxa de literacia de 76%, superior à média nacional de 59.5%: a literacia no sexo masculino é de 83% e no sexo feminino é de 68%. Em Salumbar, 13% da população está abaixo dos 6 anos de idade.